# Myrmeleonostenus italicus
Myrmeleonostenus italicus là một loài tò vò trong họ Ichneumonidae.